# Visual Pinball
Visual Pinball ist eine Videospiele-Engine für Flipper-Tische und ähnliche Spiele wie z. B. Pachinko-Automaten. Die Software wurde als Freeware veröffentlicht und besteht aus einem Editor und dem Simulationsteil. Das Programm läuft unter Microsoft Windows und ist auch in der Lage zusammen mit Visual PinMAME, einem Emulator für ROM-Images von echten Flipperautomaten ausgeführt zu werden.
Im Internet gibt es eine große Vielfalt an von Benutzern erstellten Visual Pinball-Spielen, die von originalgetreuen Nachbildungen von existierenden Flipperautomaten, die meist deren ROM-Images benötigen bis zu komplett selbst gestalteten Flippern reichen, die auch ohne ROM-Images funktionieren.
Im Februar 2010 wurde der Quelltext von Visual Pinball unter einer Lizenz veröffentlicht, die die kostenlose Nutzung für nicht-kommerzielle Zwecke erlaubt.

## Aufbau
Jeder Visual-Pinball-Tisch besteht aus zwei Hauptteilen: dem Spielfeld-Design und einem Skript, welches das Gameplay steuert. Der Editor nutzt Microsoft VBScript für die Programmierung. Das Spiel selbst ist in C++ mit der Active Template Library für ActiveX-Steuerung programmiert. Visual Pinball läuft unter Microsoft Windows.

## Geschichte
Visual Pinball wurde erstmals am 19. Dezember 2000 durch den Programmierer Randy Davis veröffentlicht.
Im Jahr 2005 kaufte David R. Foley die Rechte von Davis für die Erstellung eines Automaten auf Visual Pinball Basis. Chicago Gaming kaufte die Rechte für lizenzierte Williams Electronics-Flipper. Mit UltraPin unterstützten die Entwickler ein weiteres Projekt, nachdem dieses von Global VR vom früheren Projekt UltraCade übernommen wurde, bei dem ein Videospielautomat entwickelt wurde, dieses wurde 2008 eingestellt.
Im Jahr 2008 erwarb NanoTech Entertainment die Rechte von Davis für die Nutzung und den Vertrieb mit Pinball Wizard, einem speziellen Flipper-Videospielcontroller. NanoTech veröffentlichte initial auch Version 9 mit vielen Verbesserungen, die zwischen 2005 und 2008 entwickelt worden waren. Version 9 von Visual Pinball enthält einige wichtige Verbesserungen, aber keine volle Abwärtskompatibilität. Daher benötigen einige ältere Spiele noch Version 8, um ordnungsgemäß ausgeführt zu werden.
Im Jahr 2010 wurde der Quelltext von Visual Pinball veröffentlicht und wird seither ausschließlich von Open Source Entwicklern weiterentwickelt (beginnend mit Version 9.0.8). Die aktuellste Version 10 unterstützt, vergleichbar mit Version 9, keine alten Spiele mehr. Diese können aber weiterhin geladen werden, um sie an die neue Version anzupassen.

## Visual PinMAME
Die vollständigen Simulationen von modernen Flippern (vor allem nach 1992 hergestellte mit DMD-Animationen) erfordern in der Regel das Programm Visual PinMAME (manchmal auch VPinMAME oder VPM genannt). Wie bei MAME werden ROM-Images verwendet, um die CPUs, Soundchips und Anzeigen aus echten Maschinen zu simulieren.
Visual PinMAME zeigt die LEDs und/oder die DMD der Maschinen in einem separaten Fenster an und liefert auch die Emulation der integrierten Sound-Chips.
Visual PinMAME wurde am 30. März 2001 von dem Programmiererteam Steve Ellenoff, Tom Haukap, Martin Adrian, und Gerrit Volkenborn gestartet. Das Programm ist nach MAME benannt, einem Programm zur Emulation von Arcade-Spielen. Visual PinMAME läuft auf PinMAME Basis, welche wiederum einige Teile des MAME-Kerns verwendet. Visual PinMAME ist in C++ geschrieben.

## Zusätzliche Software
UltraVP (UVP) und Animated EM Backglass Solution (B2S) ermöglichen die Emulation eines Flipperautomaten-Rückglases; von Punkte-Rollen bis zu Beleuchtung-Sequenzen.
HyperPin, PinballX, VPLauncher, VP-Man und VPFace sind verschiedene Front-Ends für Visual Pinball, die ein visuelles Verwalten, Starten und Umschalten von Spielen ermöglichen.
VPDisco ist ein DMD-Programm für neu erstellte Tische ohne ROM-Images.
VpPlus ist ein Satz von Erweiterungen für Visual Pinball. Die Software umfasst die Möglichkeit Visual Pinball über ein Netzwerk zu spielen und beinhaltet auch eine Chatfunktion.